# العلاقات الأيرلندية السورية
العلاقات الأيرلندية السورية هي العلاقات الثنائية التي تجمع بين جمهورية أيرلندا وسوريا.

## مقارنة بين البلدين
هذه مقارنة عامة ومرجعية للدولتين:
| وجه المقارنة                                              | جمهورية أيرلندا                                       | سوريا                    |
| --------------------------------------------------------- | ----------------------------------------------------- | ------------------------ |
| المساحة (كم2)                                             | 70.27 ألف                                             | 185.18 ألف               |
| عدد السكان (نسمة)                                         | 4.76 مليون                                            | 18.27 مليون              |
| الكثافة السكانية (ن./كم²)                                 | 67.74                                                 | 98.66                    |
| العاصمة                                                   | دبلن                                                  | دمشق                     |
| اللغة الرسمية                                             | اللغة الأيرلندية، لغة إنجليزية، الإنجليزية الأيرلندية | اللغة العربية            |
| العملة                                                    | جنيه أيرلندي، يورو، عملات اليورو الأيرلندية           | ليرة سورية               |
| الناتج المحلي الإجمالي (بليون دولار)                      | 333.73 مليار                                          | 60.20 مليار              |
| الناتج المحلي الإجمالي (تعادل القوة الشرائية) بليون دولار | 318.16 مليار                                          |                          |
| الناتج المحلي الإجمالي الاسمي للفرد دولار أمريكي          | 61.13 ألف                                             |                          |
| الناتج المحلي الإجمالي للفرد دولار أمريكي                 |                                                       |                          |
| مؤشر التنمية البشرية                                      | 0.916                                                 | 0.594                    |
| رمز المكالمات الدولي                                      | +353                                                  | +963                     |
| رمز الإنترنت                                              | .ie                                                   | .sy                      |
| المنطقة الزمنية                                           | 00، ت ع م+01:00، أوروبا/دبلن ‏                         | ت ع م+02:00، ت ع م+03:00 |

## منظمات دولية مشتركة
يشترك البلدان في عضوية مجموعة من المنظمات الدولية، منها:
| علم المنظمة | اسم المنظمة                               | تاريخ انضمام جمهورية أيرلندا | تاريخ انضمام سوريا |
| ----------- | ----------------------------------------- | ---------------------------- | ------------------ |
|             | مؤسسة التنمية الدولية                     | 22 ديسمبر 1960               | 28 يونيو 1962      |
|             | يونسكو                                    | 3 أكتوبر 1961                | 16 نوفمبر 1946     |
|             | وكالة ضمان الاستثمار متعدد الأطراف        | 27 أكتوبر 1989               | 14 مايو 2002       |
|             | الأمم المتحدة                             | 14 ديسمبر 1955               | 24 أكتوبر 1945     |
|             | الاتحاد البريدي العالمي                   | ?                            | ?                  |
|             | البنك الدولي للإنشاء والتعمير             | 8 أغسطس 1957                 | 10 أبريل 1947      |
|             | المنظمة الهيدروغرافية الدولية             | ?                            | ?                  |
|             | الاتحاد الدولي للاتصالات                  | 8 ديسمبر 1923                | 12 يناير 1924      |
|             | منظمة حظر الأسلحة الكيميائية              | ?                            | ?                  |
|             | مؤسسة التمويل الدولية                     | 11 سبتمبر 1958               | 28 يونيو 1962      |
|             | المركز الدولي لتسوية المنازعات الاستشارية | 7 مايو 1981                  | 24 فبراير 2006     |
|             | منظمة الشرطة الجنائية الدولية             | ?                            | ?                  |

## وصلات خارجية
- موقع وزارة الخارجية الأيرلندية